# Een goochelaarstruc
Een goochelaarstruc (Engels: They Do it with Mirrors of Murder with Mirrors) is een detective- en misdaadroman uit 1952 van de Britse schrijfster Agatha Christie. 
Het verhaal werd initieel in verkorte versie gepubliceerd in april 1952 in het Amerikaans magazine Cosmopolitan met illustraties van Joe Bowler en in Groot-Brittannië als vervolgserie in zes delen in het tijdschrift John Bull vanaf 26 april 1952 (volume 91, nr.2391) tot 31 mei 1952 (volume 91, nr.2396), met illustraties van George Dutton. Het boek werd in 1952 voor het eerst gepubliceerd onder de naam Murder with Mirrors door Dodd, Mead and Company in de Verenigde Staten en onder de originele naam door de Collins Crime Club in Groot-Brittannië in november datzelfde jaar. De Nederlandstalige versie werd uitgebracht in 1953 door Luitingh-Sijthoff.

## Verhaal
Jane Marple brengt een bezoek aan een oude schoolvriendin Ruth Van Rydock en haar zuster Carrie Louise die samen met haar echtgenoot Lewis in Stonygate, een oud Victoriaans landhuis woont. Carrie Louise heeft haar landhuis omgebouwd tot opvangtehuis voor jonge delinquenten. Miss Marple logeert in het landhuis wanneer er een raadselachtige moord plaatsvindt, kort daarop gevolgd door een dubbele moord op mogelijke getuigen. Miss Marple helpt de politie in hun zoektocht naar de moordenaar.

## Adaptaties
- Het verhaal werd een eerste maal verfilmd in 1985 als televisiefilm onder de naam Murder with Mirrors door CBS.
- Op 29 december 1991 werd het verhaal uitgebracht door BBC in de Britse televisieserie Miss Marple.[2]
- Het verhaal werd als radiohoorspel uitgebracht door BBC Radio 4 in 2001.
- Op 19 juli 2009 werd het verhaal uitgebracht door ITV in het tweede seizoen van de televisieserie Agatha Christie's Marple.[3]
- Het verhaal Jeux de glaces van seizoen 2 van de Franse televisieserie Les Petits Meurtres d'Agatha Christie (2013-2016) is gebaseerd op het boek.